# Eurochart Hot 100 Singles
De European Album and Single Charts (European Top 100 Albums/European Hot 100 Singles) waren wekelijkse hitlijsten die werden uitgebracht door het pan-Europese tijdschrift Music & Media en het Amerikaanse tijdschrift Billboard.
Deze Europese hitlijsten waren gebaseerd op de nationale album- en single-hitlijsten van de volgende 15 Europese landen: België (Vlaanderen), België (Wallonië), Denemarken, Duitsland, Frankrijk, Finland, Hongarije, Ierland, Italië, Nederland, Noorwegen, Oostenrijk, Spanje, Zweden, Zwitserland en het Verenigd Koninkrijk, en op de grootte van de verschillende muziekmarkten.
Ze werden van maart 1984 tot december 2010 wekelijks vastgesteld door het Europese tijdschrift Music & Media en het Amerikaanse tijdschrift Billboard. De Europese lijsten gaven geen informatie over de werkelijke verkoopcijfers van afzonderlijke nummers, omdat in sommige landen geen exacte verkoopcijfers werden gepubliceerd.

## Geschiedenis
De eerste Europese hitlijst was de zogenaamde TROS Europarade, die op Hemelvaartsdag 27 mei 1976 werd gelanceerd door de Nederlandse publieke omroep TROS op de nationale publieke popzender Hilversum 3. De TROS Europarade was een samenwerkingsverband met radiozenders uit België/BRT Radio 2 (BRT Top 30), UK/BBC Radio 1 (UK Top 40), Frankrijk/RTL (RTL Top 50), Duitsland/Musik Informationen (Aktuelle 50), Spanje/Radio Madrid (Superventas 30). In 1979 werden Italië en Denemarken toegevoegd, en in 1980 Oostenrijk en Zwitserland. Per 8 april 1984 werden Ierland en Luxemburg als elfde en twaalfde land toegevoegd en de lijst uitgebreid van een Top 30 naar een Top 40. De samenstellers namen de top-15 van ieder land, en gaven deze punten, afhankelijk van de positie. De "TROS Europarade" werd in Nederland gepubliceerd in de Hitkrant en in het radio-en tv weekblad TrosKompas. Per 8 april 1984 werd de lijst dus uitgebreid van 30 naar 40 noteringen. Op donderdag 25 juni 1987 werd de lijst voor het laatst uitgezonden op destijds Radio 3. De TROS Europarade werd vanaf 27 mei 1976 t/m maart 1979 gepresenteerd door TROS dj Ferry Maat en vanaf 5 april 1979 t/m 25 juni 1987 door TROS dj Ad Roland. 
In maart 1984 richtte het pan-Europese tijdschrift Music & Media, dat gevestigd was in Amsterdam, een eigen Eurochart-lijst op genaamd The Eurochart Hot 100, die vanaf 1986 ook op de Nederlandse televisie te zien was. Door toenemende populariteit werden vanaf januari 1986 ook lijsten gepubliceerd in het Amerikaanse tijdschrift Billboard. In december 2010 besloot Billboard te stoppen met de hitlijsten.